# Carl Frode Tiller
Carl Frode Tiller (nascut el 4 de gener de 1970 a Namsos) és un autor noruec, historiador i músic. Les seves obres estan escrites en nynorsk, un dels dos estàndards noruecs.
Tiller va fer el seu debut literari el 2001 amb la novel·la Skråninga (El pendent), que va ser reconegut com el millor debut literari noruec de l'any amb el Tarjei Vesaas' debutantpris i nominat per al Premi Brage. Al novembre de 2007, Tiller va ser guardonat amb el Premi Brage per la seva novel·la Innsirkling (Encerclament). A la tardor de 2007 Innsirkling va rebre el Premi de Literatura de la Crítica de Noruega i va ser nominat al Premi de Literatura del Consell Nòrdic. També va guanyar el Premi de Literatura de la Unió Europea el 2009 i el premi Dobloug el 2020.
Tiller és també un músic i toca a la banda Kong Ler.